# Pericoma aterrima
Pericoma aterrima és una espècie d'insecte dípter pertanyent a la família dels psicòdids que es troba a Nord-amèrica: Nova York.